# Siže
Siže dolazi od francuske riječi sujet - predmet. Odnosi se na događaje kako, odnosno kojim redom, ih neko književno djelo donosi.
Pojam su aktualizirali ruski formalisti početkom 20. stoljeća u opoziciji prema fabuli. 
Dok je fabula slijed događaja u pripovjednom tekstu izložen kronološki, onako kako bi se ti događaji dogodili u stvarnosti, siže je onakav poredak događaja kakav je izložen u tekstu, bez obzira na kronologiju. To je ustvari način redanja i prepletanja motiva.
Prema sižeu; 3 su tipa fabuliranja (načina izražavanja sižea):
- prstenasti
- lanačani
- paralelni